# Razorback Ridge
Razorback Ridge är en bergstopp i Antarktis. Den ligger i Östantarktis. Nya Zeeland gör anspråk på området.
Terrängen runt Razorback Ridge är kuperad. Trakten är glest befolkad. Närmaste befolkade plats är McMurdo Station, 19,5 kilometer söder om Razorback Ridge. 